# Autoregulacja miogenna
Autoregulacja miogenna – regulacja zachodząca głównie poprzez zmiany średnicy tętniczki doprowadzającej (jej skurcz powoduje zmniejszenie nerkowego przepływu krwi i filtracji kłębuszkowej, a rozkurcz działa przeciwnie). Skurcz tętniczki odprowadzającej zmniejsza przepływ krwi, lecz zwiększa  filtrację kłębuszkową.
Autoregulacja miogenna dotyczy regulacji ciśnienia tętniczego w przedziale od 80 mm Hg do 180 mm Hg.

## Mechanizm autoregulacji miogennej
- Wzrost ciśnienia w tętniczce nerkowej powoduje odruchowy skurcz mięśni gładkich i wzrost oporu naczyniowego.
- Spadek ciśnienia w tętniczce nerkowej powoduje odruchowy rozkurcz naczyń i spadek oporu naczyniowego.